# Mônaco nos Jogos Olímpicos de Verão de 1960
Mônaco participou dos Jogos Olímpicos de Verão de 1960 em Roma, Itália. Não ganhou medalhas.